# Quincy-sous-Sénart
Quincy-sous-Sénart és un municipi francès, situat al departament de l'Essonne i a la regió de Illa de França. L'any 2007 tenia 7.608 habitants.
Forma part del cantó d'Épinay-sous-Sénart i del districte d'Évry. I des del 2016 de la Comunitat d'aglomeració Val d'Yerres Val de Seine.

## Demografia

### Població
El 2007 la població de fet de Quincy-sous-Sénart era de 7.608 persones. Hi havia 2.837 famílies, de les quals 738 eren unipersonals (283 homes vivint sols i 455 dones vivint soles), 775 parelles sense fills, 1.052 parelles amb fills i 272 famílies monoparentals amb fills.
La població ha evolucionat segons el següent gràfic:
Habitants censats

### Habitatges
El 2007 hi havia 3.116 habitatges, 2.909 eren l'habitatge principal de la família, 29 eren segones residències i 178 estaven desocupats. 1.941 eren cases i 1.096 eren apartaments. Dels 2.909 habitatges principals, 1.991 estaven ocupats pels seus propietaris, 863 estaven llogats i ocupats pels llogaters i 55 estaven cedits a títol gratuït; 160 tenien una cambra, 258 en tenien dues, 518 en tenien tres, 819 en tenien quatre i 1.154 en tenien cinc o més. 1.818 habitatges disposaven pel capbaix d'una plaça de pàrquing. A 1.485 habitatges hi havia un automòbil i a 884 n'hi havia dos o més.

### Piràmide de població
La piràmide de població per edats i sexe el 2009 era:
| Homes | Edats   | Dones |
| ----- | ------- | ----- |
| 12    | 95 o +  | 16    |
| 8     | 90 a 94 | 56    |
| 60    | 85 a 89 | 108   |
| 28    | 80 a 84 | 56    |
| 60    | 75 a 79 | 120   |
| 108   | 70 a 74 | 132   |
| 132   | 65 a 69 | 192   |
| 152   | 60 a 64 | 204   |
| 188   | 55 a 59 | 156   |
| 268   | 50 a 54 | 352   |
| 276   | 45 a 49 | 228   |
| 272   | 40 a 44 | 292   |
| 296   | 35 a 39 | 236   |
| 228   | 30 a 34 | 260   |
| 285   | 25 a 29 | 224   |
| 253   | 20 a 24 | 228   |
| 300   | 15 a 19 | 244   |
| 292   | 10 a 14 | 224   |
| 228   | 5 a 9   | 220   |
| 240   | 0 a 4   | 160   |

## Economia
El 2007 la població en edat de treballar era de 4.939 persones, 3.610 eren actives i 1.329 eren inactives. De les 3.610 persones actives 3.229 estaven ocupades (1.643 homes i 1.586 dones) i 382 estaven aturades (198 homes i 184 dones). De les 1.329 persones inactives 408 estaven jubilades, 582 estaven estudiant i 339 estaven classificades com a «altres inactius».

### Ingressos
El 2009 a Quincy-sous-Sénart hi havia 3.022 unitats fiscals que integraven 7.974 persones, la mediana anual d'ingressos fiscals per persona era de 21.156,5 €.

### Activitats econòmiques
Dels 389 establiments que hi havia el 2007, 4 eren d'empreses alimentàries, 1 d'una empresa de fabricació de material elèctric, 8 d'empreses de fabricació d'altres productes industrials, 61 d'empreses de construcció, 71 d'empreses de comerç i reparació d'automòbils, 14 d'empreses de transport, 15 d'empreses d'hostatgeria i restauració, 7 d'empreses d'informació i comunicació, 8 d'empreses financeres, 11 d'empreses immobiliàries, 39 d'empreses de serveis, 127 d'entitats de l'administració pública i 23 d'empreses classificades com a «altres activitats de serveis».
Dels 94 establiments de servei als particulars que hi havia el 2009, 1 era una oficina de correu, 3 oficines bancàries, 2 funeràries, 2 tallers de reparació d'automòbils i de material agrícola, 1 taller d'inspecció tècnica de vehicles, 25 paletes, 12 guixaires pintors, 6 fusteries, 7 lampisteries, 3 electricistes, 7 empreses de construcció, 6 perruqueries, 1 veterinari, 10 restaurants, 3 agències immobiliàries, 1 tintoreria i 4 salons de bellesa.
Dels 38 establiments comercials que hi havia el 2009, 1 era un hipermercat, 1 un supermercat, 2 botiges de menys de 120 m², 4 fleques, 2 carnisseries, 1 una carnisseria, 2 llibreries, 9 botigues de roba, 3 botigues d'equipament de la llar, 3 sabateries, 1 una botiga d'electrodomèstics, 3 botigues de material esportiu, 4 perfumeries, 1 una perfumeria i 1 una joieria.

## Equipaments sanitaris i escolars
El 2009 hi havia 1 hospital de tractaments de curta durada, 1 centre d'urgències, 1 maternitat, 3 farmàcies i 1 ambulància.
El 2009 hi havia 3 escoles maternals i 2 escoles elementals. Quincy-sous-Sénart disposava d'un liceu tecnològic amb 410 alumnes.

## Poblacions més properes
El següent diagrama mostra les poblacions més properes.